# Därstetten
Därstetten é uma comuna da Suíça, no Cantão Berna, com cerca de 832 habitantes. Estende-se por uma área de 32,79 km², de densidade populacional de 25 hab/km². Confina com as seguintes comunas: Blumenstein, Diemtigen, Erlenbach im Simmental, Oberstocken, Oberwil im Simmental, Pohlern, Rüeggisberg, Rüschegg.
A língua oficial nesta comuna é o Alemão.